# Почитанка
Почита́нка (рос. Почитанка) — село у складі Іжморського округу Кемеровської області, Росія.

## Населення
Населення — 306 осіб (2010; 484 у 2002).
Національний склад (станом на 2002 рік):
- росіяни — 98 %